# Rolf Beab
Rolf Beab (Helmstedt, Alemania, 4 de enero de 1964) es un nadador alemán retirado especializado en pruebas de estilo braza. Ganó la medalla de oro en los 4x100 metros estilos y la plata en 100 metros braza durante el Campeonato Europeo de Natación de 1985.

## Palmarés internacional
| Campeonato Europeo de Natación | Campeonato Europeo de Natación | Campeonato Europeo de Natación | Campeonato Europeo de Natación |
| Año                            | Lugar                          | Medalla                        | Prueba                         |
| ------------------------------ | ------------------------------ | ------------------------------ | ------------------------------ |
| 1985                           | Sofia (Bulgaria)               | Medalla de oro                 | 4x100 m estilos                |
| 1985                           | Sofia (Bulgaria)               | Medalla de plata               | 100 m braza                    |